# Эскортные авианосцы типа «Эттакер»
Эскортные авианосцы типа «Эттакер» —Эскортные авианосцы один из типов авианосцев, находившихся на вооружении КВМФ Великобритании во время Второй мировой войны. Все девять кораблей были построены в Соединенных Штатах и поставлены по ленд-лизу Королевскому флоту.
Корабли выполняли две различные функции: как конвойные авианосцы, оснащённые как противолодочной, так и истребительной авиацией, и как ударные авианосцы, оснащённые только истребительной авиацией. При использовании в качестве эскорта авианосцы этого класса успешно сдерживали немецкие подводные лодки от нападения на конвои союзников, причем ряд немецких подводных лодок и самолётов были уничтожены или повреждены самолётами с этих авианосцев. Ударные авианосцы участвовали в двух крупных высадках в Средиземном море и в операции против немецкого линкора «Тирпиц» в норвежских водах. Восемь кораблей закончили войну на Дальнем Востоке в походах против Японской Империи и затем использовались для перевозки домой военнопленных.
Все девять кораблей пережили войну и в конце концов были возвращены Военно-Морскому Флоту Соединенных Штатов, который продал шесть из них для переоборудования в торговые суда. Остальные три корабля были списаны.

## Конструкция
Все авианосцы типа «Атакующий» были построены между 1941 и 1942 годами компаниями Ingalls Shipbuilding, Western Pipe & Steel, Seattle-Tacoma Shipbuilding Corporation shipyards и Seattle-Tacoma Shipbuilding Corpartion. Затем они были поставлены на условиях ленд-лиза Королевскому флоту. На кораблях было по 646 человек личного состава. В отличие от кораблей британской постройки, они были оборудованы современной прачечной и парикмахерской. Традиционные гамаки были заменены трехъярусными кроватями, по 18 в кубрике, они могли быть подняты для обеспечения дополнительного пространства, в тех случаях когда кровати не используются.
Размеры кораблей: длина 150,04 м, ширина 21,2 м и осадка 7,09 м. Максимальное водоизмещение 11 600 тонн.
Силовая установка состояла из двух паровых турбин, работающих на один вал, выдающих мощность в 8500 лошадиных сил. Это обеспечивало кораблю скорость в 17-18 узлов.
Все эскортные авианосцы имели вместимость до 24 противолодочных самолетов и истребителей, например: британские Hawker Sea Hurricane, Supermarine Seafire и Fairey Swordfish, а также американские Grumman Wildcat, Vought F4U Corsair и Grumman Avenger. Точный состав авиагруппы зависел от поставленной перед авианосцем цели. Некоторые авианосцы были оснащены смешанными эскадрильями (из противолодочных самолётов и истребителей) для защиты конвоев, в то время как другие корабли, выполняющие ударные миссии, могли были быть оснащены только истребительной авиацией. Надстройка авианосца состояла из небольшого острова с мостиком управления полетами, размещавшегося по правому борту над полетной палубой. Остров имел размеры 137 на 37 м. Авианосец оснащался двумя самолётными подъемниками размером 13 на 10 м и девятью аэрофинишерами. Самолёты размещались, под полетной палубой, в ангаре размером 79 на 19 м.

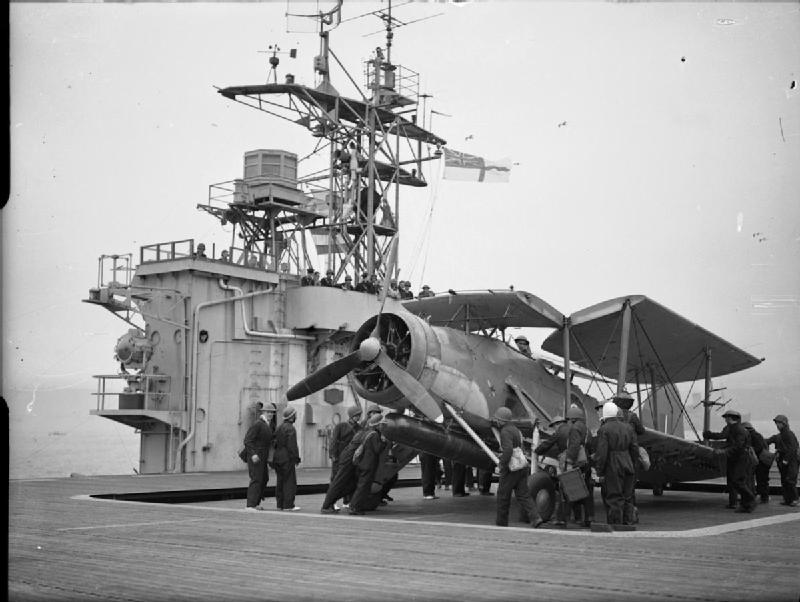
Fairey Swordfish со сложенными крыльями на палубе «Баттлера»

Вооружение кораблей было сосредоточено на противовоздушной обороне и состояло из двух одиночных 4-дюймовых зенитных орудий, восьми 40-мм пушек «Бофорс» в спаренных установках и двадцать одного 20-мм автомата «эрликон» в одиночных или спаренных установках. На практике все корабли имели несколько отличающееся друг от друга вооружение.
Прежде чем какой-либо из этих кораблей поступал на вооружение Королевского флота, они дооснащались на верфи Баррад в Британской Колумбии. Эти изменения оплачивались канадским правительством. В дальнейшем компанией Caledon Shipbuilding & Engineering Company была проведена подготовка этих эскортных авианосцев к ударным операциям. Изменения включали в себя установку более 100 телефонов корабельной сети, также был установлены новый брифинг-зал и построены дополнительные каюты, обеспечивающие дополнительные 140 коек. Авианосцы также были приспособлены для второстепенной роли, а именно обеспечения нефтью и провизией сопровождающих их эсминцев. Заправка топливом могла быть длительным процессом и производилась на ходу.

## История
| Корабль           | Изготовитель                                               | Спущен на воду       | Завершён              | Ввёден в состав флота | Выведен из состава флота                                                 | Фотография |
| ----------------- | ---------------------------------------------------------- | -------------------- | --------------------- | --------------------- | ------------------------------------------------------------------------ | ---------- |
| HMS Attacker      | Western Pipe, Сан-Франциско, Калифорния                    | 17 апреля 1941 года  | 27 сентября 1941 года | 10 октября 1942 года  | выведен 5 января 1946 года, переделан в торговый корабль SS Castel Forte |            |
| HMS Battler       | Ingalls Shipbuilding, Паскагула, Миссисипи                 | 15 апреля 1941 года  | 4 апреля 1942 года    | 15 ноября 1942 года   | сдан на слом в 1946 году                                                 |            |
| HMS Chaser        | Ingalls Shipbuilding, Паскагула, Миссисипи                 | 28 июня 1941 года    | 15 января 1942 года   | 9 апреля 1943 года    | выведен 12 мая 1946 года, переделан в торговый корабль SS Aagtekerk      |            |
| HMS Fencer        | Western Pipe, Сан-Франциско, Калифорния                    | 5 сентября 1941 года | 4 апреля 1942 года    | 20 февраля 1943 года  | выведен 11 декабря 1946 года, переделан в торговый корабль SS Sydney     |            |
| HMS Hunter (D80)  | Ingalls Shipbuilding, Паскагула, Миссисипи                 | 15 мая 1941 года     | 22 мая 1942 года      | 11 января 1943 года   | выведен 29 декабря 1946 года, переделан в торговый корабль SS Almdijk    |            |
| HMS Pursuer (D73) | Ingalls Shipbuilding, Паскагула, Миссисипи                 | 31 июля 1941 года    | 18 июля 1942 года     | 14 июня 1943 года     | сдан на слом в 1946 году                                                 |            |
| HMS Stalker (D91) | Western Pipe, Сан-Франциско, Калифорния                    | 6 октября 1941 года  | 5 марта 1942 года     | 30 декабря 1943 года  | выведен 29 декабря 1945 года, переделан в торговый корабль SS Riouw      |            |
| HMS Striker (D12) | Western Pipe, Сан-Франциско, Калифорния                    | 15 декабря 1941 года | 7 мая 1942 года       | 29 апреля 1943 года   | сдан на слом в 1946 году                                                 |            |
| HMS Tracker       | Seattle-Tacoma Shipbuilding Corporation, Такома, Вашингтон | 3 ноября 1941 года   | 7 марта 1942 года     | 31 января 1943 года   | продан в торговый флот как Corrientes. сдан на слом в 1964 году          |            |

### Эскорт конвоев

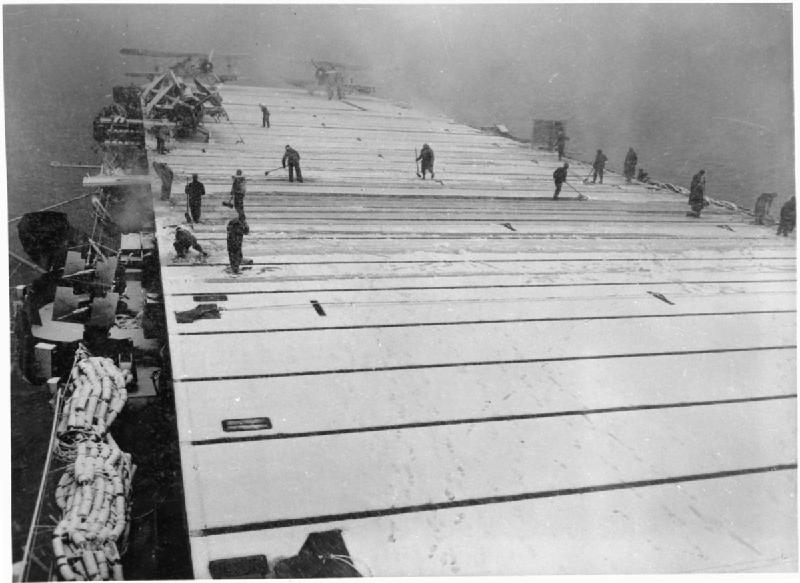
Палубу «Фенсера» чистят от снега

Эскортные авианосцы были предназначены для сопровождения других судов. В качестве противолодочных самолётов первоначально использовались «Фейри Свордфиш», а позднее «Груманн Эвенджер», которые могли быть вооружены торпедами, глубинными бомбами, 250-фунтовыми (110 кг) бомбами или ракетными снарядами. Помимо проведения атак на подводные лодки своими силами, эти самолёты могли сообщить о нахождении подводных лодок противника, противолодочным кораблям конвоя. Обычно противолодочное патрулирование осуществлялось на рассвете, днём и на закате. Один самолёт должен был лететь примерно в 10 милях (16 км) впереди конвоя, в то время как другой патрулировал сзади конвоя. Патрулирование могло продолжаться от двух до трех часов, при этом использовались как радар, так и визуальное наблюдение в поисках подводных лодок. К 1944 году было принято иметь два эскортных авианосца, работающих в паре. Опыт показал, что лучше всего иметь две составные (с разным набором самолётов) эскадрильи. Одна эскадрилья могла включать в себя истребители и устаревшие к тому времени «Фэйри Свордфиш», оснащённые радаром класса «воздух-поверхность» (ASV) для ночного патрулирования. Другая эскадрилья могла быть оснащена истребителями и «Грумман Эвенджер» для дальнего дневного патрулирования, поскольку они не могли быть оснащены радаром ASV.
Эскадрильи военно-морского флота принадлежащие эскортным-авианосцам типа «Атакующий», действительно добились некоторых успехов. Первая из шести подтвержденных подводных лодок, уничтоженных самолётами, вылетевшими с кораблей класса «Атакующий», была потоплена 10 февраля 1944 года, когда два «Свордфиша» из 842-й военно-морской авиационной эскадрильи, которая базировалась на борту «Фенсера», потопили U-666 к западу от Исландии. 4 марта, во время патрулирования арктического конвоя, Свордфиш из состава 816-й военно-морской авиационной эскадрильи с авианосца «Чейзер» так сильно повредила U-472 залпом ракет RP-3, что подлодка не смогла погрузиться и была потоплена HMS Onslaught. До конца дня «Свордфиши» Чейзера держали подводные лодки в страхе, сообщая их местонахождение эсминцам. Они также повредили две другие подводные лодки. U-366 была потоплена ракетами РП-3, выпущенными Свордфишами 5 марта, и U-973 6 марта. Три другие замеченные подводные лодки сумели уклониться от атак. действуя с «Фенсера», 842-я эскадрилья, совместно с самолётами с Активити, 1 мая потопила свою вторую подводную лодку U-277, а затем 2 мая 1944 года потопила U-959 и U-674.
Авианосцы успешно боролись с дальними бомбардировщиками Люфтваффе. 1 декабря 1943 года два «Груммана Уайлдкэта» из 842-й эскадрильи морской авиации, которая входила в состав авиагруппы «Фенсера», сбили Фокке-Вульф Fw 200, который следил за конвоем OS 60.Следующий подтвержденная воздушная победа была достигнута 24 февраля 1944 года, когда четыре «Уайлдкэда» из 881-й эскадрильи морской авиации которая входила в состав авиагруппы HMS Pursuer были подняты по тревоге после того, как радар корабля идентифицировал по меньшей мере три приближающихся самолёта. Приближающиеся бомбардировщики представляли собой смешанную группу из семи Focke-Wulf Fw 200 и Heinkel He 177, несущих бомбы FX-1400. Один Fw 200 и один He 177 были сбиты Уайлдкэдами. Остальные не дошли до цели и развернулись, благодаря совместным усилиям истребителей и зенитчиков. У мыса Финистерре в марте 1944 года истребители Grumman Wildcat с авианосца «Pursuer» сбили Heinkel He 177 и Focke-Wulf Fw 200, а также повредили Fw 200.В августе 1944 года арктические конвои снова двинулись в путь, причем первый из них сопровождали «Страйкер» и британский эскортный авианосец HMS Vindex. На борту «Страйкера» находилась 824 эскадрилья морской авиации с двенадцатью «Фэйри Свордфиш», десятью «Грумман Уайлдкэт» и запасными частями. 22 августа «Грумман Уайлдкэды» сбили Blohm & Voss BV 138.В ходе операции «Нептун» с 5 июня 1944 года до середины месяца пять эскортных авианосцев, включая «Фенсер», обеспечивали воздушное прикрытие для защиты противолодочных групп во время высадки в Нормандии.

### Ударные операции
Во время высадки в Салерно, ударная группа V, под командованием адмирала Филиппа Виана, состоящая из авианосцев Attacker, Battler, Hunter, и Stalker, а также легкого авианосца Unicorn обеспечивали воздушное прикрытие. Предполагалось, что эти пять авианосцев будут постоянно держать над районом высадки истребительную авиацию, состоящую из групп по 22 Supermarine Seafire в каждой, пока десантные войска не захватят итальянские аэродромы, для того чтобы союзники могли использовать авиацию наземного базирования. В первый день, 9 сентября 1943 года, Supermarine Seafire совершили 265 боевых вылетов. Ожидалось, что к 10 сентября появится возможность использовать авиацию наземного базирования, но подходящий аэродром был захвачен только 12 сентября. Из 105 истребителей находившихся на авианосцах десять были потеряны в бою и 33 списаны в авариях. Лётчики союзников заявили, что два немецких самолёта уничтожены, а ещё четыре, вероятно, списаны после посадки.
Для проведения высадки на юге Франции 15 августа 1944 года была создана "оперативная группа 88". В её состав вошли Attacker, Stalker, и Hunter, оснащённые авиагруппами по 24 Supermarine Seafire и «преследователь» с 24 Грумман Уайлдкэт на борту.
Успех союзных флотов в борьбе с подводными лодками в Атлантике вынудил немцев перебросить часть подлодок в Индийский океан. Чтобы противостоять этой угрозе, была сформирована оперативная группа из HMS Battler, крейсеров Suffolk и Newcastle, а также эсминцев Quadrant и Roebuck. Их целью было обнаружить и уничтожить подводные лодки и корабли снабжения противника, а также защитить судоходные пути между Индией, Аденом и Южной Африкой. В марте 1944 года один из самолётов конвоя заметил немецкий корабль снабжения «Brake» и три всплывшие подводные лодки. Они направили Roebuck к кораблю снабжения, который был затоплен своей же командой. Три подводные лодки затонули ещё до начала боевых действий.

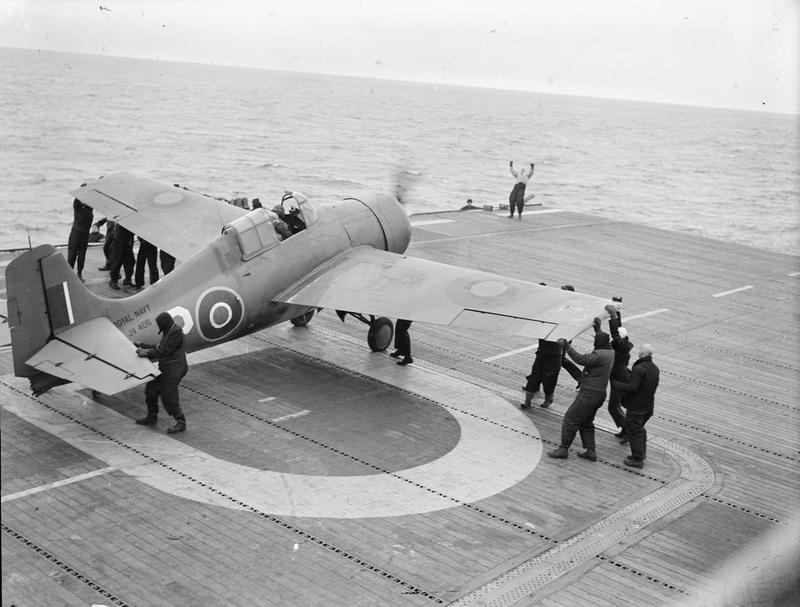
Подготовка «Уайлдкэда» к взлёту. HMS Pursuer

В апреле 1944 года самолёты с авианосцев «Fencer» и «Pursuer» приняли участие в операции «Тангстен»: атака на немецкий линкор «Тирпиц» в Каафьорде и в Тромсе. Бомбардировщиков Фэйри «Барракуда» с авианосца HMS Victorious сопровождали Supermarine Seafire, Vought Corsair, Grumman Hellcat, а с двух эскортных авианосцев «Fencer» и «Pursuer» налёт бомбардировщиков поддерживали истребители Уайлдкэт. «Хеллкэты» нанесли удары по зенитной обороне, а «Уайлдкэты» атаковали «Тирпиц» пулеметным огнем, как раз перед тем как нанесли удар «барракуды». В Тирпиц попало несколько бомб, убив более 100 и ранив более 300 членов экипажа. Надстройка и мостик были повреждены, но ни одна бомба не пробила бронированную палубу.
26 апреля 1944 года самолёты с HMS Pursuer успешно атаковали немецкий конвой у Будё в Северной Норвегии. Конвой состоял из четырёх торговых судов и пяти сторожевых кораблей; все торговые суда (3 из которых потом затонули) и один корабль эскорта были повреждены. В то же время другие самолёты с авианосца разбомбили большое торговое судно в порту Будё. 6 мая 1944 года, находясь в патруле в том же районе, Уайлдкэты из 882 военно-морской воздушной эскадрильи с HMS Searcher сбили два гидросамолета Blohm & Voss BV 138.
В начале 1944 года наметилась тенденция к перемещению ударных авианосцев на восток. Сначала Attacker, Hunter, и Pursuer были отправлены в Эгейское море для проведения операций против гарнизонов стран оси в этом районе. Затем они двинулись в Индийский океан, присоединившись к Фенсеру и Сталкеру в поддержке союзных армий в Бирме. Здесь они поддерживали высадку десанта Четырнадцатой армии и блокировали японское судоходство в Бенгальском заливе и Малаккском проливе. По мере того как шла война на востоке, британский и американский тихоокеанские флоты объединялись. В этот район прибыли ещё два корабля типа «Атакующий»- это были «Чейсер» и «Страйкер». Они использовались для перевозки запасных самолётов для других авианосцев, а после капитуляции Японии им была отведена другая роль: перевозка военнопленных. Когда война закончилась, корабли были возвращены ВМС США, которые теперь имели избыток этих кораблей, поэтому некоторые из них были проданы в торговую службу. Остальные три «Атакующих»: HMS Battler, HMS Pursuer и HMS Striker, не были проданы в торговые компании; все три корабля были списаны в период между 1946 и 1948.

## Время и место службы
Все 9 авианосцев служили в составе КВМФ Великобритании
- HMS Attacker: Атлантика 1943—1944, Салерно 1943, Южная Франция 1944, Эгейское море 1944
- HMS Battler: Атлантика 1942—1945, Салерно 1943
- HMS Chaser: Атлантика 1943, Арктика 1944, Окинава 1945
- HMS Fencer: Атлантика 1943—1944, Норвегия 1944, Арктика 1944
- HMS Hunter: Атлантика 1942—1944, Салерно 1943, Южная Франция 1944, Эгейское море 1944, Бирма 1945, Малайя 1945
- HMS Pursuer: Атлантика 1943—1945, Норвегия 1944, Нормандия 1944, Южная Франция 1944, Эгейское море 1944, Атлантика 1944, Норвегия 1945, Арктика 1945
- HMS Stalker: Атлантика 1943—1944, Салерно 1943, Южная Франция1944, Эгейское море 1944, Бирма 1945
- HMS Striker: Атлантика 1943—1944, Арктика 1944, Норвегия 1944, Окинава 1945
- HMS Tracker: Атлантика 1943—1944, Арктика 1944, Нормандия 1944